# Liste des distinctions de Kasabian
Kasabian est un groupe britannique de rock indépendant formé à Leicester en 1997. Avec cinq albums studio (Kasabian en 2004, Empire en 2006, West Ryder Pauper Lunatic Asylum en 2009, Velociraptor! en 2011 et 48:13 en 2014) et deux albums live (Live from Brixton Academy en 2005 et Live! en 2012) à leur actif, ils ont obtenu onze récompenses pour quarante-cinq nominations depuis le début de leur carrière.
Les cinq premiers albums studio et le premier album live du groupe sont au moins disque de platine au Royaume-Uni, tandis que le sixième album studio est disque d'or. Empire et West Ryder Pauper Lunatic Asylum sont respectivement disque de platine en Irlande et disque d'or en Australie, Velociraptor! étant aussi disque d'or en Pologne.

## Brit Awards
Kasabian n'a remporté qu'un seul Brit Awards sur leurs neuf nominations : en 2010, pour la catégorie « Meilleur groupe britannique ».
| Année | Travail nommé                    | Catégorie                             | Résultat   |
| ----- | -------------------------------- | ------------------------------------- | ---------- |
| 2005  | Kasabian                         | Meilleur groupe britannique           | Nomination |
| 2005  | Kasabian                         | Meilleur groupe britannique sur scène | Nomination |
| 2005  | Kasabian                         | Meilleur groupe britannique de rock   | Nomination |
| 2006  | Kasabian                         | Meilleur groupe britannique           | Nomination |
| 2007  | Kasabian                         | Meilleur groupe britannique           | Nomination |
| 2007  | Kasabian                         | Meilleur groupe britannique sur scène | Nomination |
| 2010  | Kasabian                         | Meilleur groupe britannique           | Lauréat    |
| 2010  | West Ryder Pauper Lunatic Asylum | Album britannique MasterCard          | Nomination |
| 2012  | Kasabian                         | Meilleur groupe britannique           | Nomination |

## Mojo Awards
Kasabian n'a été nommé qu'en 2010 pour les MOJO Awards et n'a remporté qu'une seule des trois catégories dans lesquelles il figurait : « Chanson de l'année » pour Fire.
| Année | Travail nommé                    | Catégorie                 | Résultat   |
| ----- | -------------------------------- | ------------------------- | ---------- |
| 2010  | Fire                             | Chanson de l'année        | Lauréat    |
| 2010  | West Ryder Pauper Lunatic Asylum | Meilleur album            | Nomination |
| 2010  | Kasabian                         | Meilleur groupe sur scène | Nomination |

## NME Awards
Kasabian a remporté quatre de ses seize nominations aux NME Awards : en 2007 dans la catégorie « Meilleur groupe britannique sur scène », en 2010 dans les catégories « Meilleur album » et « Meilleure pochette d'album » pour West Ryder Pauper Lunatic Asylum et en 2012 dans la catégorie « Meilleur groupe britannique ».
| Année | Travail nommé                                           | Catégorie                             | Résultat   |
| ----- | ------------------------------------------------------- | ------------------------------------- | ---------- |
| 2005, | Kasabian                                                | Meilleur groupe britannique           | Nomination |
| 2005, | Kasabian                                                | Meilleur nouveau groupe               | Nomination |
| 2007  | Kasabian                                                | Meilleur groupe sur scène             | Lauréat    |
| 2007  | Kasabian                                                | Meilleur groupe britannique           | Nomination |
| 2007  | Empire                                                  | Meilleur album                        | Nomination |
| 2007  | Empire                                                  | Meilleur clip                         | Nomination |
| 2010  | West Ryder Pauper Lunatic Asylum                        | Meilleur album                        | Lauréat    |
| 2010  | West Ryder Pauper Lunatic Asylum                        | Meilleure pochette d'album            | Lauréat    |
| 2010  | Kasabian                                                | Meilleur groupe britannique           | Nomination |
| 2010  | Kasabian                                                | Meilleur groupe sur scène             | Nomination |
| 2010  | Fire                                                    | Meilleur clip vidéo                   | Nomination |
| 2012  | Kasabian                                                | Meilleur groupe britannique           | Lauréat    |
| 2012  | Kasabian                                                | Meilleur groupe sur scène             | Nomination |
| 2012  | concert NYE: RE-WIRED à l'O2 Arena à la Saint-Sylvestre | Meilleur moment musical de l'année    | Nomination |
| 2013  | Kasabian                                                | Meilleur groupe britannique           | Nomination |
| 2015  | Kasabian                                                | Meilleur groupe britannique           | Lauréat    |
| 2015  | 48:13                                                   | Meilleur album                        | Lauréat    |
| 2015  | Kasabian                                                | Meilleure citation                    | Lauréat    |
| 2015  | Kasabian                                                | Meilleur groupe sur scène             | Nomination |
| 2015  | Kasabian                                                | Meilleure organisation de fans        | Nomination |
| 2015  | eez-eh                                                  | Meilleure chanson                     | Nomination |
| 2015  | eez-eh                                                  | Meilleur remplisseur de dancefloor    | Nomination |
| 2015  | Kasabian: Summer Solstice                               | Meilleur clip                         | Nomination |
| 2015  | Kasabian, tête d'affiche du Glastonbury Festival        | Meilleur moment de musique de l'année | Nomination |

## Q Awards
Kasabian a remporté deux de ses neuf nominations aux Q Awards : en 2009 dans la catégorie « Meilleur album » pour West Ryder Pauper Lunatic Asylum et en 2010 dans la catégorie « Actuel meilleur groupe ».
| Année | Travail nommé                    | Catégorie                 | Résultat   |
| ----- | -------------------------------- | ------------------------- | ---------- |
| 2004  | Kasabian                         | Meilleur nouveau groupe   | Nomination |
| 2006  | Empire                           | Meilleur clip vidéo       | Nomination |
| 2007  | Kasabian                         | Meilleur groupe sur scène | Nomination |
| 2009  | West Ryder Pauper Lunatic Asylum | Meilleur album            | Lauréat    |
| 2009  | Kasabian                         | Meilleur groupe sur scène | Nomination |
| 2009  | Fire                             | Meilleure chanson         | Nomination |
| 2010  | Kasabian                         | Actuel meilleur groupe    | Lauréat    |
| 2010  | Kasabian                         | Meilleur groupe sur scène | Nomination |
| 2011  | Kasabian                         | Actuel meilleur groupe    | Nomination |

## Disques de certifications
| Année | Album                            | Pays        | Certification |
| ----- | -------------------------------- | ----------- | ------------- |
| 2004  | Kasabian                         | Royaume-Uni | 3 × Platine   |
| 2005  | Live from Brixton Academy        | Royaume-Uni | 2 × Platine   |
| 2006  | Empire                           | Royaume-Uni | 2 × Platine   |
| 2006  | Empire                           | Irlande     | Platine       |
| 2006  | Empire                           | Australie   | Or            |
| 2009  | West Ryder Pauper Lunatic Asylum | Royaume-Uni | 2 × Platine   |
| 2009  | West Ryder Pauper Lunatic Asylum | Irlande     | Platine       |
| 2009  | West Ryder Pauper Lunatic Asylum | Australie   | Or            |
| 2011  | Velociraptor!                    | Royaume-Uni | Platine       |
| 2011  | Velociraptor!                    | Pologne     | Or            |
| 2014  | 48:13                            | Royaume-Uni | Or            |
| 2014  | Kasabian: The Albums             | Royaume-Uni | Argent        |

### Ouvrage
- (en) Joe Shooman, Kasabian : Sound, Movement & Empire: Sound, Movement and Empire, Independent Music Press, 24 avril 2008, 176 p. (ISBN 190619100X et 978-1906191009)

1. ↑  Shooman 2008, p. 122-123

### Autres sources
1. 1 2  (en) « Brit Awards 2010 », sur brits.co.uk (consulté le 20 mars 2012)
2. ↑  (en) « Brit Awards 2005 », sur brits.co.uk (consulté le 20 mars 2012)
3. ↑  (en) « Brit Awards 2006 », sur brits.co.uk (consulté le 20 mars 2012)
4. ↑  (en) « Brit Awards 2007 », sur brits.co.uk (consulté le 20 mars 2012)
5. ↑  (en) « Brit Awards 2012 », sur brits.co.uk (consulté le 20 mars 2012)
6. 1 2  (en) « MOJO Awards 2010 », sur mojo4music.com (consulté le 20 mars 2012)
7. 1 2  (en) « MOJO Awards 2010 » [archive du 21 mai 2011], sur mojo4music.com (consulté le 20 mars 2012)
8. 1 2  (en) « NME Awards 2007 », sur nme.com (consulté le 20 mars 2012)
9. 1 2  (en) « NME Awards 2010 », sur nme.com (consulté le 20 mars 2012)
10. 1 2  (en) « NME Awards 2012 », sur nme.com (consulté le 20 mars 2012)
11. ↑  (en) « SHOCKWAVES NME AWARDS – THE WINNERS », sur nme.com (consulté le 21 juin 2013)
12. 1 2  (en) « NME awards 2012 », sur kasabian.co.uk (consulté le 20 mars 2012)
13. ↑  (en) « NME Awards 2013 – as it happened », sur nme.com (consulté le 28 février 2013)
14. 1 2 3  (en) « NME News The full winners list at NME Awards 2015 with Austin, Texas revealed », sur nme.com (consulté le 19 février 2015)
15. 1 2 3 4 5 6  (en) « NME News Kasabian, Royal Blood, Jamie T lead nominations for NME Awards 2015 with Austin, Texas - voting open », sur nme.com (consulté le 19 février 2015)
16. 1 2  (en) « Q Awards 2009 », sur news.qthemusic.com (consulté le 20 mars 2012)
17. 1 2  (en) « Q Awards 2010 », sur news.qthemusic.com (consulté le 20 mars 2012)
18. ↑  (en) « Q Awards 2004 », sur metrolyrics.com (consulté le 20 mars 2012)
19. ↑  (en) « Q Awards 2006 », sur celebritiesworldwide.com (consulté le 20 mars 2012)
20. ↑  (en) « Q Awards 2007 », sur news.qthemusic.com (consulté le 20 mars 2012)
21. ↑  (en) « Q Awards 2010 », sur news.qthemusic.com (consulté le 20 mars 2012)
22. ↑  (en) « Q Awards 2011 », sur digitalspy.co.uk (consulté le 20 mars 2012)
23. 1 2 3 4 5 6 7  (en) « Certified Awards - BPI », sur bpi.co.uk (consulté le 19 février 2013)
24. ↑  (en) « Certifications IRMA », sur irishcharts.ie (consulté le 14 mars 2012)
25. ↑  (en) « Certifications ARIA », sur aria.com.au (consulté le 14 mars 2012)
26. ↑  (en) « Certifications IRMA », sur irishcharts.ie (consulté le 14 mars 2012)
27. ↑  (en) « Certifications ARIA », sur aria.com.au (consulté le 14 mars 2012)
28. ↑  (pl) « ZPAV disque d'or », sur zpav.pl (consulté le 6 octobre 2012)